# Sárköz
A Sárköz Magyarország egyik tájegysége. Kistáj besorolású, határai: északon a Mezőföld, keleten a Duna, délen a Sárvíz, nyugaton a lösszel borított Szekszárdi-dombság. A szűkebb értelemben használt Sárköz néprajzi kistáj fogalmáról lásd a Sárköz (néprajzi táj) szócikket!

## Földrajza

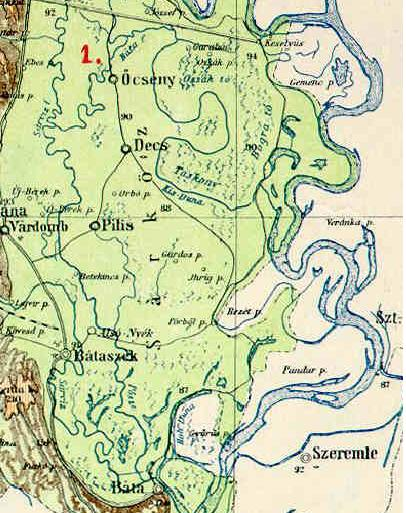
A Tolna vármegyei Sárköz, mint földrajzi táj

### Domborzat
A Sárköz a Duna-vonal, Budapest-Drávatoroki morfológiai törésvonaltól keletre, feltöltött pleisztocénkori síkság. A feltöltődésben főszerepet játszottak a folyóvizek (Duna, Sárvíz, Lajvér stb.) üledéke és az ezekből keletkező holtágak, mocsári állóvizek.
A Sárköz akkumulációs peremsüllyedék, amelyet nyugatról a tektonikus törésvonaltól és a többé-kevésbé állandónak mondható és még ma is tartó süllyedéstől eltekintve éles morfológiai határ kísér. Ez a tolnai dombvidék. Alapjában a Mezőföld folytatása, de maga a tájegység a pleisztocénkori süllyedéssel vált le a Mezőföldről és ezzel a harmadkori kéregmozgások folytán tektonikus árokban folyó Sárvizet és Siót. Ez a folyamat nem egyenletesen játszódott le.
A Sárköz geomorfológiailag hét részre osztható:
- Az ártéri terület
- A töltésen kívüli ártér
- A teraszok és a terasz szigetek közti rész
- Terasz-szigetek
- Teraszok
- A táj északi része
- A tolnai dombvidék[1]

### Földtani felépítés
A Sárközt fiatal, negyedkori üledékes kőzetek építik fel, amelyek vastagon (20-50 méter) rakódtak le, északról dél felé. A sok folyómeder felépítése eltér az állóvizekétől. A Duna árterén az iszap, a homok, valamint a homokos iszap váltogatják egymást és a lecsapolásnak köszönhetően keletkező kiváló minőségű zsíros talaj a Sárköz gazdaságának fő forrása.
A Kárpát-medence területén húzódó Variszkuszi hegységrendszer a táj vonalainak kiépítésének adta meg az első lépést. A süllyedésben részt vett gránit-rög a miocénba kiemelkedett és szárazulattá vált. A rátolódott triász és pannon-rétegek az Alföld süllyedésében nem vettek részt, így fennmaradtak.

### Ásványkincsek
A területen található ásványkincsek egy csoportból kerülnek ki: a szénhidrogének közül. A vidéken elsősorban az építkezésnél közvetlenül használható nyersanyagok:
- homok
- kavics
- sóder

Megmunkálással hasznosítható még a:
- lösz
- márga (téglagyártás, cserép, cement)
- és különféle homokfajták

Öntödei célra a:
- Kovasav kötőanyagú homokkő-kvarcit (szilícium-karbid és ferro-szilícium gyártására)

Hasznosítható még a mezei mészkő és a kaolin (hidrotermális hatásokra elbontott riolittufa).

### Vízrajz
A Sárköz keleti peremén mintegy 67 kilométer hosszan folyik el a Duna, melybe több csatorna és vízfolyás torkollik.
A folyó árvizei kora tavasszal (jeges árvíz) és kora nyáron („zöldár”) hozzák létre a legmagasabb vízállást a hullámtérben, a legalacsonyabb vízállás nyár végén–ősszel van. A védgátakon kívüli területekről a belvizeket mintegy 400 kilométeres csatornahálózat vezeti le, a víz átemelését a Dunába két nagy teljesítményű szivattyútelep végzi. A Duna árvizei visszaduzzasztó hatásának ellensúlyozására a Sió torkolatában árvízkapu létesült.
A Dunán való átkelést a bajai közúti és vasúti híd (Türr István híd), valamint kompjáratok biztosítják. Az M9-es autóút építésével egyidejűleg új híd létesült, a Szent László híd, a Sió-torkolat közelében.
A területen aránylag sok, mintegy 36 kisebb-nagyobb állóvíz található, ezek többsége (26) holtmeder (morotva), de a többi tó is egykori folyómedrek helyén alakult ki. A legnagyobb morotvák: a Faddi Holt-Duna (182 hektár területű), a tolnai kettős holtág vagy Tolnai Holt-Duna (az északi területe 112,5, a déli holtágé 168,7 hektár) és a bogyiszlói holtág (Bogyiszlói Holt-Duna).
A Duna vízminősége általában kielégítő, a Sió viszont nagyon szennyezett, ami esetenként rontja a Duna vízminőségét is. Szekszárd kommunális szennyvizei a Szekszárd–Bátai-főcsatorna vízminőségét teszik gyakran kritikussá.

#### ASárvíz
A Sárköz fő folyója, a Sárvíz eredetileg a Bakony alján eredt. A középkori adatok szerint széles, mocsaras partok között mozgó víz volt, ami a Székesfehérvár körüli Sárrét vizét vezette le dél felé. Nagyjából fele útján, Simontornya tájékán vette fel a Kapos és a Sió vizét, és Szekszárdnál érte el a Szekszárdi-dombságot. Ennek alján elkígyózva, Bátánál ömlött a Dunába és így adott nevet a Sárköznek. Már a rómaiak idején összekötötték a Balatonnal; a római utak hídjai és a töltések is lassították a folyó útját, majd a középkorban az ember többféleképpen is jelentősen beavatkozott a vízrendszerbe: mocsárvárakat, vízimalmokat, halastavakat épített. A malmokhoz nem építettek külön malomárkot, hanem a főmedret sáncolták el, gátak közé szorítva a vizet. A halastavak a böjtök miatt váltak jelentőssé. A beavatkozások eredményeként a Sárvíz és mellékágai elzátonyosodtak, elsekélyesedtek. Joggal mondják a középkori oklevelek a Sár mellékét mocsárnak.

### Éghajlat
A Sárköz, mint peremtáj nemcsak felépítésben, szerkezetében, morfológiájában határ, hanem éghajlatilag is. A napfénytartam: 2000-2050 óra/év között alakul. Ez a terület pedig az ország egyik legnapsütöttebb része. A kistáj éghajlata mérsékelten meleg–mérsékelten száraz. Az éghajlati–időjárási elemek (a hőmérséklet, a napfénytartam és a csapadék) átlagértékei a déli területeken általában magasabbak, mint a északin. Az évi középhőmérséklet északi részén 10,5 °C, a délin 10,6–10,7 °C. A csapadék évi mennyisége 600–650 mm.
A növénytermesztés számára nagyon kedvező, hogy az április 1-je és a szeptember 30-a közötti időszak középhőmérséklete 17,2–17,3 °C, a tavaszi fagyok általában április elején megszűnnek, az őszi fagyok pedig többnyire csak október végén jelentkeznek.
Telente sokévi átlagban 33–35 napig borítja hó a talajt, a hótakaró legnagyobb vastagsága 23–25 cm. Uralkodóan északnyugati szél fúj, utána leggyakoribb a déli szél.

### Talaj
A talajtakaró 98%-át réti talajok teszik ki. Ezek gyengébb minőségű agyagos-vályogos réti öntéstalajok, amelynek mintegy harmadrészén erdőgazdálkodást folytatnak, kb. a felén pedig szántóföldi termelést. A magasabb térszíneken termékenyebb réti csernozjomok is előfordulnak, ezeken szántókat és a településeket találjuk, a táj legészakibb végén, a parti dűnéken, kis területen humuszos homoktalajokat is találunk, egy részükön szőlőtermelés folyik. A kistáj nyugati szegélyén, ahol a szomszédos dombsági területek kezdődnek, barna erdőtalaj is előfordul, amit jórészt a települések foglalnak el.

### Természeti értékek
A Sárköz területe bővelkedik természeti értékekben. Ezek közül hazai és nemzetközi szempontból is legjelentősebb a Duna hullámterét elfoglaló Gemenci-erdő, a part állatvilága, különösen a madarak. Nagy értéket képvisel még a bogyiszlói orchideás erdő.
Védett állatok:
- Vöröshasú unka
- Rétisas
- Békászó sas
- Kerecsensólyom
- Fekete gólya
- Barna kánya
- Fekete harkály
- Szürke gém
- Vörös gém
- Jégmadár
- Törpedenevér
- Európai hód
- Vidra

Védett növények:
- Réti iszalag
- Nyári tőzike
- Mocsári aggófű
- Fekete galagonya
- Borostás sás
- Kétlevelű sarkvirág

## Történelem
A Sárköz tulajdonképpen az Alföld nyúlványa a Tolnai-dombságban. Aljzatát a két folyó töltött fel – főképp a Sárvíz, amely iszapos hordalékát nem tudta elvinni a Dunába, hanem itt rakta le.
A Sárköz keleti szélén folyó Duna a szabályozása előtt szeszélyesen kanyargott, sűrűn váltogatva medrét és így széles sávban kísérte holtágakkal összevissza szabdalt ártér; a nyugati felét pedig a Sárvíz, valamint a Báta és Kis-Duna kanyargó ágai szelték keresztül-kasul, amelyek a maguk hordta iszap és sártengerben alig találtak utat a Dunába. Ezeknek a folyóknak az áradása minden évben bekövetkezett – néha többször is –, és ilyenkor beláthatatlan területek kerültek víz alá.

### Őskor
A terület legkorábbi emberi leletei a fiatalabb újkőkorszakból (csiszoltkő-korszakból) valók: az ősember a hegyek lábánál és a régi Sárvíz partján telepedett meg, elsősorban halászattal és vadászattal foglalkozott. A telepektől kissé távolabb vadfogó vermeket tártak fel, a lengyeli és péceli kultúra (Baden) leletei kerültek elő, feltűntek az első festett cserépedények is.

### Ókor
A bronzkor embere már mélyen behatolt a mocsárvilágba. A Sárköznek szinte minden kiemelkedő pontja lakottá vált, s ezeken lakóhelyek nyomai, urnatemetők és hamvasztásos sírok kerültek elő.
E tájon a kelta volt az első, név szerint is ismert nép. A Sárköz peremén nagyobb települések létesültek. Amikor a rómaiak a Krisztus utáni első században birtokukba vették a Dunántúlt, különös fontosságot nyert e terület, mivel a dombsor alján építették meg azt a főutat, amely Aquincumot (Óbuda) Mursával (Eszék) kötötte össze és Rómába vezetett. Kiépültek az utak, az erődrendszer, tovább fejlődött a gazdasági élet is.

### Kora középkor és honfoglalás
Az 5. századtól rövid időközökben különféle nomád népek követték egymást: a Sárközben legeltettek és halásztak, és az ide nyíló völgyekben temették el halottaikat. Kerültek elő hun és avar leletek is. A honfoglaló magyarok feltehetően egy aránylag sűrűn lakott, szláv–avar lakosságú területet hódítottak meg, maga a sárközi mocsárvilág azonban lakatlan volt.
A mocsarak természetes védelmében a Dunántúl egyik legnagyobb szláv népcsoportja húzódott meg: itt érte meg (talán az avarokkal elvegyülve) a honfoglalást.
A honfoglalás korában a Sárköz a fejedelmi Megyer törzs szállásterületének legdélibb csücske lehetett, a mocsárvilág természetes választóvonalként határolta el a délebbre települt Botond törzstől.
A honfoglalást követően besenyők telepedtek meg itt. A helynevek és okleveles adatok alapján Győrffy György ezt írja: „A korai besenyőségnek tekintélyes kiterjedésű településterülete húzódik itt le, a Duna menti mocsarakban. Központja kb. a mai Sárköz…” Az itteni besenyőség már a 12. század folyamán teljesen elmagyarosodhatott.

### Árpád-kor
A pogánylázadások leverése és nemzetségi társadalom felbomlása után a Sárközt egyházi adománybirtokként a pécsváradi, szekszárdi és bátai apátság, valamint a váci káptalan kapta. Az apátságok birtokai széles sávban úgy helyezkedtek el egymás felett a Duna mentén, hogy a birtoktestek kiterjeszkedtek az árterületre és a dombvidékre is, azokat összekötötték, egybefoglalták. Ez az elv a középkor folyamán abban is kifejezést nyert, hogy birtokcsere, zálogosítás stb. alkalmával az ártér és dombvidék falvait összetartozó részként kezelték. A középkorban a szorosan vett Sárközhöz, azaz a Sár és Duna közti területhez szorosan kapcsolódott a Sárvíz és a szőlőhegyek közti, a belső területekkel szervesen összefüggő, teraszos terület.
A középkorban az elmocsarasodás mesterséges okai felerősödtek: főleg a földművelés térhódításával nőtt meg a malomgátak száma. A folyó egész szélességén keresztülfektetett rőzsegátak akadályozták a víz szabad folyását, és a gátak mögött felduzzasztották a folyót. A megrekedt vízből lerakódó hordalék elzátonyosította és elsekélyesítette a medret. A víz gyakran áttörte partjait, és elárasztotta kétoldalt a környéket. Melegebb időben leapadt ugyan a vízszint, de a mélyebb területeken rengeteg tócsa, láp, zsombék, nádas és mocsár maradt vissza.